# Schönhausen (Elbe)
Schönhausen (Elbe) è un comune di 2 094 abitanti della Sassonia-Anhalt, in Germania.
Appartiene al circondario di Stendal (targa SDL) ed è capoluogo della comunità amministrativa (Amt) Elbe-Havel-Land.
Schönhausen è nota per essere il luogo natale del fondatore dell'Impero Tedesco Otto von Bismarck.

## Amministrazione

### Gemellaggi
Schönhausen è gemellata con:
- Kirchlinteln